# 丹维尔 (华盛顿州)
丹维尔（英文：Danville），美国华盛顿州费里县的一个无建制社区，靠近加美边界，总人口34（2010年）。
丹维尔成立于1899年，名称来源于丹维尔矿业公司。